# Plicní sklípek

Průdušinky zakončené plicními váčky, jejichž stěna je hroznovitě vyklenuta plicními sklípky.

Plicní sklípek (latinsky alveolus, množné číslo alveoli) je dutý útvar v plicích podílející se na struktuře plicních váčků. Představuje základní funkční jednotku plic, ve které dochází k difuzi plynů (oxidu uhličitého z těla a kyslíku do) mezi vzduchem a krví, pomocí kapiláry (vlásečnice) – tedy k vlastnímu dýchání.

## Anatomie
Každý plicní sklípek má přibližně 200 mikrometrů v průměru a při nádechu se zvětšuje. Plicních alveol je v každé plíci přibližně 350 milionů a jejich celková plocha se odhaduje na 140 m².

### Pneumocyty
Stěna plicních sklípků je složena především z pneumocytů, které se zde vyskytují ve 2 typech.
- Pneumocyt I. typu (označovaný i jako membranózní pneumocyt) je plochá buňka, která zajišťuje vlastní difuzi plynů.
- Pneumocyt II. typu (granulární pneumocyt) je celkově menší, ale výrazně tlustší buňka, která produkuje plicní surfaktant – látku, která se rozprostře na vnitřním povrchu sklípků a ulehčuje průnik kyslíku z plicních váčků do krve. Při poškození alveoly se asi 1 % pneumocytů II. typu začne dělit, změní svou strukturu a nahrazuje tak odumřelé pneumocyty I. typu.[2]

### Makrofágy
V plicních sklípcích jsou přítomny ještě alveolární makrofágy, které mohou se vyskytovat jak mezi jednotlivými pneumocyty, tak i volně uvnitř alveol. Zajišťují pohlcování vdechnutých částic a jiných drobných nečistot a jejich transport pryč z plicních váčků. Na některých místech plicních sklípků se vyskytuje i mezibuněčná hmota (extracelulární matrix), která zajišťuje mj. elasticitu plicních sklípků.

### Alveokapilární membrána

Plíce, terminální bronchioly a plicní váčky s plicními sklípky

K plicním sklípkům přisedají zvenku vlásečnice, které přivádějí odkysličenou krev a odvádějí krev obohacenou o kyslík. Tyto vlásečnice tvoří s pneumocyty I. typu a několika málo dalšími podpůrnými vrstvami tzv. alveolokapilární membránu, přes kterou probíhá vlastní přenos plynů ze vzduchu do krve a naopak. Je obvykle jen 100–1500 nanometrů silná.

### Póry
Jednotlivé plicní sklípky jsou propojeny s okolními sklípky póry o průměru 10–15 µm. Ty slouží k vyrovnání tlaků mezi sklípky a umožňují také cirkulaci vzduchu v případě zneprůchodnění některé průdušinky.